# Ixodes victoriensis
Ixodes victoriensis  (лат.) — вид клещей рода Ixodes из семейства Ixodidae. Австралия. Паразитируют на сумчатых млекопитающих (вомбат, единственный известный хозяин). Вид был впервые описан в 1916 году американо-британским бактериологом и паразитологом Джоржем Генри Наттоллом (George Henry Falkiner Nuttall; 1862—1937).

## Распространение
Австралия: Виктория.